# Laneuvelotte
Laneuvelotte és un municipi francès situat al departament de Meurthe i Mosel·la i a la regió del Gran Est. L'any 2007 tenia 401 habitants.

## Demografia

### Població
El 2007 la població de fet de Laneuvelotte era de 401 persones. Hi havia 140 famílies, de les quals 21 eren unipersonals (21 dones vivint soles i 21 dones vivint soles), 41 parelles sense fills, 74 parelles amb fills i 4 famílies monoparentals amb fills.
La població ha evolucionat segons el següent gràfic:
Habitants censats

### Habitatges
El 2007 hi havia 149 habitatges, 142 eren l'habitatge principal de la família i 7 estaven desocupats. 120 eren cases i 29 eren apartaments. Dels 142 habitatges principals, 106 estaven ocupats pels seus propietaris, 31 estaven llogats i ocupats pels llogaters i 5 estaven cedits a títol gratuït; 2 tenien una cambra, 7 en tenien dues, 11 en tenien tres, 31 en tenien quatre i 90 en tenien cinc o més. 120 habitatges disposaven pel capbaix d'una plaça de pàrquing. A 55 habitatges hi havia un automòbil i a 82 n'hi havia dos o més.

### Piràmide de població
La piràmide de població per edats i sexe el 2009 era:
| Homes | Edats   | Dones |
| ----- | ------- | ----- |
| 0     | 95 o +  | 0     |
| 0     | 90 a 94 | 4     |
| 0     | 85 a 89 | 0     |
| 4     | 80 a 84 | 0     |
| 16    | 75 a 79 | 8     |
| 0     | 70 a 74 | 4     |
| 0     | 65 a 69 | 8     |
| 4     | 60 a 64 | 4     |
| 4     | 55 a 59 | 0     |
| 8     | 50 a 54 | 4     |
| 16    | 45 a 49 | 12    |
| 16    | 40 a 44 | 12    |
| 12    | 35 a 39 | 20    |
| 16    | 30 a 34 | 20    |
| 12    | 25 a 29 | 12    |
| 0     | 20 a 24 | 8     |
| 12    | 15 a 19 | 4     |
| 8     | 10 a 14 | 28    |
| 12    | 5 a 9   | 16    |
| 20    | 0 a 4   | 4     |

## Economia
El 2007 la població en edat de treballar era de 290 persones, 217 eren actives i 73 eren inactives. De les 217 persones actives 207 estaven ocupades (117 homes i 90 dones) i 10 estaven aturades (3 homes i 7 dones). De les 73 persones inactives 12 estaven jubilades, 43 estaven estudiant i 18 estaven classificades com a «altres inactius».

### Ingressos
El 2009 a Laneuvelotte hi havia 148 unitats fiscals que integraven 412,5 persones, la mediana anual d'ingressos fiscals per persona era de 20.667 €.

### Activitats econòmiques
Dels 21 establiments que hi havia el 2007, 3 eren d'empreses de fabricació d'altres productes industrials, 6 d'empreses de construcció, 3 d'empreses de transport, 1 d'una empresa d'hostatgeria i restauració, 2 d'empreses d'informació i comunicació, 4 d'empreses immobiliàries i 2 d'empreses de serveis.
Dels 10 establiments de servei als particulars que hi havia el 2009, 1 era un taller de reparació d'automòbils i de material agrícola, 1 fusteria, 3 lampisteries, 1 electricista, 1 empresa de construcció, 1 restaurant i 2 agències immobiliàries.
L'any 2000 a Laneuvelotte hi havia 8 explotacions agrícoles que ocupaven un total de 976 hectàrees.

## Equipaments sanitaris i escolars
El 2009 hi havia una escola elemental integrada dins d'un grup escolar amb les comunes properes formant una escola dispersa.

## Poblacions més properes
El següent diagrama mostra les poblacions més properes.